# Isaac Roberts’ Observatory
Isaac Roberts’ Observatory (deutsch Isaac Roberts-Observatorium) war ein Observatorium, das im Privathaus des britischen Astronomen Isaac Roberts installiert war. Es befand sich in Crowborough, Sussex, und war von 1890, als Roberts es installierte, bis zu seinem Tod im Jahr 1904 in Betrieb. Das Observatorium erscheint in der Liste der Observatoriumscodes des Minor Planet Center mit dem Code 001.

## Geschichte

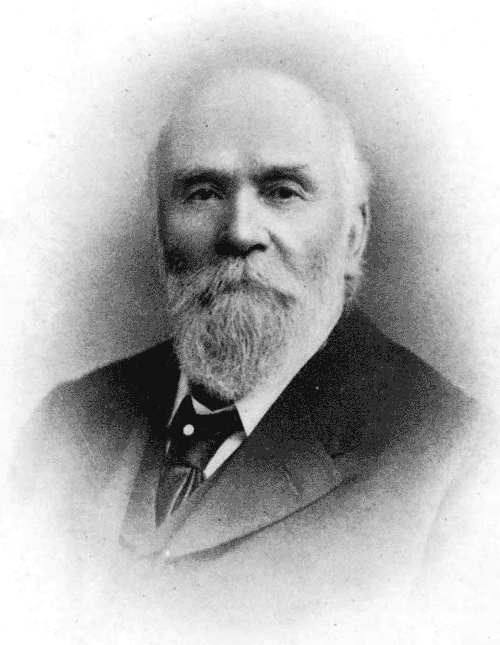
Der Astronom Isaac Roberts.

Roberts begann seine astronomischen Beobachtungen im Jahr 1878 und erkannte früh die Notwendigkeit, die besten Beobachtungsbedingungen zu haben, um astrofotografische Aufnahmen zu erstellen. Dieser Faktor, verbunden mit seiner chronischen Bronchitis, die bedeutete, dass er ein besseres Klima für seine Gesundheit brauchte, motivierte ihn, nach einem neuen Ort zu suchen, der für seine Beobachtungen geeignet war. 1885 erhielt er eine Kopie von Charles L. Princes Beobachtungen zur Topografie und zum Klima von Crowborough Hill, Sussex, in denen er die Bedingungen in der Gegend beschrieb und lobte, genau die, die Roberts brauchte. Prince selbst verkaufte Roberts einen Teil seines Grundstücks, 1,6 Hektar, wo er sein Haus baute, einschließlich des Observatoriums, um seine Teleskope unterzubringen. 1890 zog Roberts, der das Haus Starfield nannte, ein. In seinem neuen Haus und Observatorium setzte er seine Arbeit fort, die ihm unter anderem die Goldmedaille der Royal Astronomical Society von London einbrachte, bis zu seinem Tod im Jahr 1904.

## Beschreibung
Das Observatorium befand sich auf dem Gipfel des Crowborough Hill, einem Hügel von etwa 250 m über dem Meeresspiegel, dem höchsten Punkt der umliegenden Region. Die Gebäude in seinem Haus hatten nur eine Etage, damit die Teleskope auf 20° über dem Horizont abgesenkt werden konnten, wenn sie über die Dächer des Hauses gerichtet waren. Mit dem Observatorium verbunden waren einige Gebäude, mit einem Fotolabor, Dunkelkammer und Einrichtungen zur Verbesserung der Fotografien. Das Observatorium war durch einen Korridor mit dem Haus verbunden, der zur Bibliothek führte.
Die Kuppel des Observatoriums war halbkugelförmig und aus Holz mit Kupferverkleidung nach außen gebaut. Es gab zwei Öffnungen von jeweils etwa 120 cm, die mit Türen verschlossen waren, die sich in der Mitte teilten, wobei die untere Hälfte horizontal in den Boden der Kuppel glitt und die obere Hälfte sich auf der Kuppel drehte.

## Instrumente

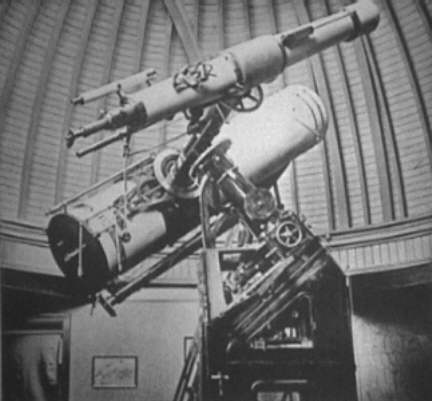
Teleskope von 20 und 7 Zoll des Observatoriums von Isaac Roberts in Crowborough, Sussex, Großbritannien.

Im Observatorium befanden sich zwei Teleskope, ein Refraktor mit einem Durchmesser von 1787 mm (7 Zoll), hergestellt von Cooke, 1878 von Roberts gekauft; und ein 20-Zoll-Reflektor (100 Zoll (2.450 mm) Brennweite), hergestellt von Grubb und 1886 gekauft. Roberts nahm Kontakt mit dem Astronomen William Huggins auf, der anstelle seines Gegengewichts die Halterung des Reflektors von 20 Zoll in der Deklinationsachse des Refraktors von 7 Zoll hatte. Auf diese Weise hatten beide Teleskope eine unabhängige Bewegung in der Deklination, während die Bewegung für die Rektaszension für beide gemeinsam war.